# Carabus roseni
Carabus roseni es una especie de insecto adéfago del género Carabus, familia Carabidae. Fue descrita científicamente por Reitter en 1897.
Habita en Irán y Turkmenistán.